# Anne St Leger
Anne St Leger est une baronne anglaise née le 14 janvier 1476 et morte le 21 avril 1526.

## Biographie
Anne St Leger est la fille du chevalier Thomas St Leger et de son épouse Anne d'York, sœur du roi d'Angleterre Édouard IV et veuve du duc d'Exeter Henri Holland. Sa mère trouve la mort en lui donnant le jour. De son premier mariage, elle n'avait eu qu'une fille, Anne Holland, qui est morte avant la naissance d'Anne St Leger. Celle-ci se retrouve donc en théorie l'héritière des titres et biens des ducs d'Exeter.
Le Parlement confirme le statut d'héritière d'Anne St Leger en 1483. Cette décision est mal accueillie par les autres membres de la famille Holland, d'autant qu'elle est le fruit des intrigues de la reine Élisabeth Woodville, l'épouse d'Édouard IV. Elle cherche en effet à marier Anne avec Thomas Grey, son petit-fils issu de son premier mariage. Après la mort d'Édouard et l'arrivée au pouvoir de Richard III, Thomas St Leger rallie le duc de Buckingham, mais leur rébellion est un échec. St Leger est exécuté et sa fille, déshéritée.
Anne épouse vers 1490 ou 1495 George Manners, qui reçoit le titre de baron de Ros en 1512. Ils ont onze enfants :
- Thomas Manners (1er comte de Rutland)
- Oliver
- Anthony
- Richard
- John
- Anne, épouse Henry Capell ;
- Eleanor, épouse John Bourchier, 2e comte de Bath ;
- Elizabeth, épouse Thomas Sandys, 2e baron Sandys ;
- Katherine, épouse Robert Constable ;
- Cecily ;
- Margaret, épouse Henry Strangeways puis Robert Heneage.

Elle est inhumée en la chapelle Saint-Georges du château de Windsor. Sa lignée matrilinéaire, jamais interrompue, a permis d'identifier le squelette découvert à Leicester en 2012 comme étant celui de son oncle Richard III.